# ヴァランシエンヌ包囲戦 (1676年-1677年)
ヴァランシエンヌ包囲戦（ヴァランシエンヌほういせん、英語: Siege of Valenciennes）は仏蘭戦争中の1676年11月から1677年3月にかけて行われた戦闘。フランス王国の軍勢が当時スペイン領ネーデルラントの一部であったヴァランシエンヌを包囲、1677年3月17日に降伏させた。ヴァランシエンヌは戦争を終結させたナイメーヘンの和約で正式にフランスに割譲された。

## 背景
ザスバッハの戦いでテュレンヌ子爵が戦死した後、フランス軍はライン川を渡って撤退した。フランス王ルイ14世は後任としてコンデ公ルイ2世を任命した。コンデ公はライモンド・モンテクッコリの進軍を止め、サヴェルヌとアグノーを奪取した。痛風に苦しんだコンデ公はシャンティイで引退を決め、皇帝軍でもモンテクッコリが引退した。ルイ14世はコンデとブシャンを占領したためそれ以上戦闘を継続しなかった。

## 包囲
1676年11月、ルーヴォワ侯爵はヴァランシエンヌを包囲した。スペインがヴァランシエンヌに補給を輸送するのを防ぐべく、サントメールとカンブレーも同時に包囲された。守備軍は近隣地域を浸水させて増援を待った。
ヴァランシエンヌに向かっていたルイ14世はユミエール公爵、ションベール、ラ・フイヤード公爵、リュクサンブール公爵、ロルジェ公爵など数人の元帥が同伴していた。セバスティアン・ル・プレストル・ド・ヴォーバンが包囲を指揮した。
ヴォーバンの計画では堡塁、半月堡などの防御工事を攻撃せず、敵軍に見られるのを避けた。元帥の助言に反し、またルイ14世が驚いたことに、ヴォーバンは昼間に攻撃して逆に敵軍の不意を突き、徹夜の見張りからまだ回復していなかった敵軍を攻撃した。

## 強襲
3月17日の午前9時、マスケット銃兵2個中隊と擲弾兵100人、近衛兵1個大隊とピカルディ連隊はグラン・クロンヌ（Grand Couronne）を越えた。守備軍は完全に不意を突かれ、マスケット銃隊が跳ね橋を下ろして入城するのを防ぐことができなかった。ヴァランシエンヌの市議会はすぐに会合してルイ14世に代表を送り、降伏について交渉した。